# 대륙검은지빠귀
대륙검은지빠귀(학명: Turdus mandarinus)는 한국에서는 나그네새의 일종이며 전세계적으로 두루 서식하는 텃새이자 철새이다. 누른부리검은티티라고도 한다. 몸 길이는 25cm 내외로 국내에 도래하는 지빠귀류 중에서 가장 크며, 몸무게는 약 1.25kg이다. 수컷은 검은 깃털과 귤색의 부리와 눈테를 하고 있으며, 다리는 흑갈색이다. 암컷은 수컷보다 좀더 갈빛을 띠며 부리는 어두운 갈색이다. 울음소리는 플루트와 흡사하며 맑은 음색이 특징이다. 여러 갈래의 아종이 있으며, 평균 수명은 2년이다.  중국 등지에서는 길거리에서 쉽사리 볼 수 있을 정도로 매우 흔한 새이지만 대한민국에서는 극소수만이 발견되는 희귀한 나그네새로서, 매우 드물게 우리나라에서 번식하고 떠나기도 한다.

## 분류
과거엔 Common Blackbird(Turdus merula)의 아종으로 분류했지만 최근에는 지리적 분포에 따라 크기,형태,울음소리가 달라 별개의 종으로 분류하였다.